# Esenler

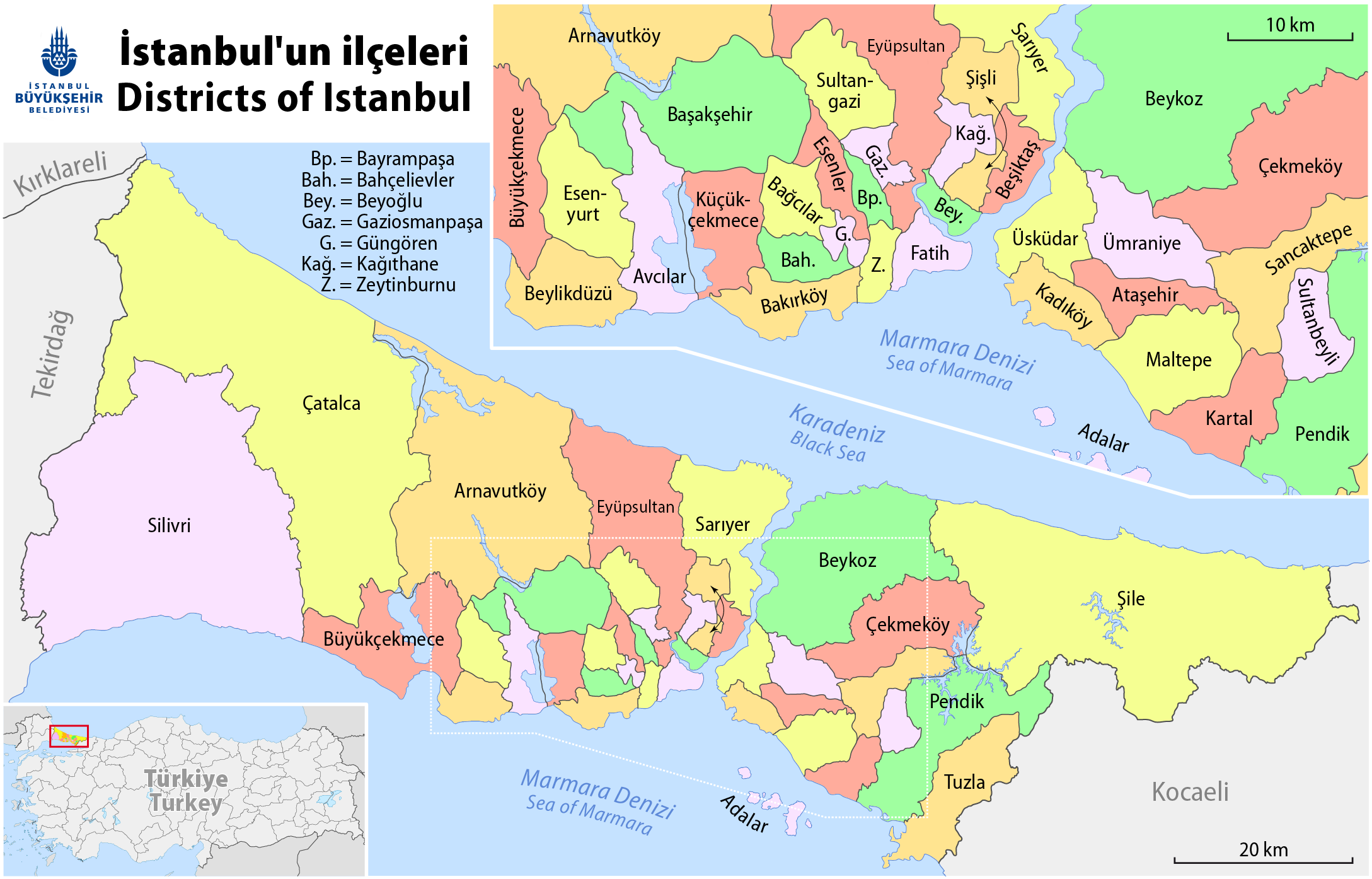
Esenler Isztambul 2009-es térképén (2008-ban javasolt közigazgatási változtatások alapján)

Esenler Isztambul egyik kerülete, Isztambul tartomány egyik körzete. Az európai oldalon, a Thrákia-félszigeten található, 4927 hektáron (ebből 3977 hektár katonai terület). 

## Demográfia
Esenler 1935-ben még falunak számított, mindössze 604 fő lakta, 1940-ben pedig 860-an. Az 1970-es években robbanásszerűen megnőtt az ide települők száma, 1985-ben már 154 380 főt számláltak, 1997-re a lakosság száma megduplázódott, 331 000 főre, 2000-ben pedig meghaladta a 394 000-et. A 2008-ban 517 235 fős kerület lakossága a közigazgatási átalakítások következtében 468 448 főre csökkent.

## Története
A területet először a bizánciak korában népesítették be, Litros és Avas nevű falvakról vannak beszámolók, melyek élelmiszerrel látták el Konstantinápoly lakosságát. A szinte teljesen görögök-lakta települések a lausanne-i békeszerződés lakosságcsere-egyezményének következtében az 1920-as évek közepén teljesen kiürültek, a kivándorlók helyére Macedóniából érkeztek törökök.

## Éghajlata
Éghajlatára a Márvány-tengeri régió éghajlata, vagyis száraz, meleg nyár, csapadékos, enyhe tél a jellemző. A legalacsonyabb átlaghőmérséklet 12 °C (január), a legmagasabb 39,3 °C (augusztus), a csapadék évi átlagos mennyisége 786 mm, a levegő páratartalma átlagosan 78%.